# Список фільмів та серіалів про козаків

Постер до фільму «Козаки» (США, 1928)

Список фільмів та серіалів про козаків складається з усіх екранізацій в яких фігурують козаки та козацтво.
Найпершим фільмом про козаків вважається «Чорна рада» 1918-го року. Це втрачений фільм знятий на кіностудії «Українфільм» за вказівкою гетьмана Павла Скоропадського.

## 1900-ті— 1920-ті
| Рік  | Назва фільму та тип                                       | Держава               | Мова                            | Режисер                   | Сценарист                            | Жанр / Примітки         |
| ---- | --------------------------------------------------------- | --------------------- | ------------------------------- | ------------------------- | ------------------------------------ | ----------------------- |
| 1918 | «Чорна рада» не відомо                                    | УНР                   | не відомо (швидше за все німий) | не відомо                 | не відомо                            | втрачений фільм         |
| 1919 | «Мазепа, національний герой України» повнометражний фільм | Німецька Держава      | німецька нідерландська          | Мартін Бергер             | Мартін Бергер                        | історична драма         |
| 1928 | «Козаки» повнометражний фільм                             | США                   | німий (англійські інтертитри)   | Джордж Гілл Кларенс Браун | Френсіс Маріон                       | німий чорно-білий фільм |
| 1928 | «Козаки» повнометражний фільм                             | СРСР (Грузинська РСР) | російська                       | Володимир Барський        | Володимир Барський Віктор Шкловський | драма                   |

## 1930-ті та 1940-ві
| Рік  | Назва фільму та тип                           | Держава               | Мова                | Режисер                          | Сценарист                                        | Жанр / Примітки             |
| ---- | --------------------------------------------- | --------------------- | ------------------- | -------------------------------- | ------------------------------------------------ | --------------------------- |
| 1937 | «Пугачов» повнометражний фільм                | СРСР (Російська РФСР) | російська           | Павло Петров-Битов               | Ольга Форш                                       | історичний                  |
| 1937 | «Дума про козака Голоту» повнометражний фільм | СРСР (Російська РФСР) | російська           | Ігор Савченко                    | Ігор Савченко                                    | драма                       |
| 1937 | «Запорожець за Дунаєм» повнометражний фільм   | СРСР (Українська РСР) | українська          | Іван Кавалерідзе                 | Іван Кавалерідзе                                 | музична комедія             |
| 1939 | «Козаки у вигнанні» повнометражний фільм      | США                   | українська угорська | Едгар Георг Ульмер               | Василь Авраменко                                 | драма, мюзикл               |
| 1939 | «Степан Разін» повнометражний фільм           | СРСР (Російська РФСР) | російська           | Іван Правов Ольга Преображенська | Олексій Чапигін Іван Правов Ольга Преображенська | історичний                  |
| 1941 | «Богдан Хмельницький» повнометражний фільм    | СРСР (Українська РСР) | російська           | Ігор Савченко                    | Олександр Корнійчук                              | історично-пропагандистський |
| 1950 | «Кубанські козаки» повнометражний фільм       | СРСР (Російська РФСР) | російська           | Іван Пир'єв                      | Микола Погодін                                   | музична комедія             |

## 1950-ті та 1960-ті
| Рік  | Назва фільму та тип                                    | Держава               | Мова       | Режисер                                                           | Сценарист                                                                      | Жанр / Примітки                                                                      |
| ---- | ------------------------------------------------------ | --------------------- | ---------- | ----------------------------------------------------------------- | ------------------------------------------------------------------------------ | ------------------------------------------------------------------------------------ |
| 1958 | «Тихий Дон» трисерійний фільм                          | СРСР (Російська РФСР) | російська  | Сергій Герасимов                                                  | Сергій Герасимов                                                               | епічна драма                                                                         |
| 1961 | «Козаки» повнометражний фільм                          | СРСР (Російська РФСР) | російська  | Василь Пронін                                                     | Віктор Шкловський                                                              | драма / Номінант за роботу режисера Золотої пальмової гілки Каннського кінофестивалю |
| 1962 | «Вогнем і мечем» повнометражний фільм                  | Італія Франція        | італійська | Фернандо Черкіо                                                   | Уго Лібераторе Реміджо дель Гроссо Енріко Рібульсі Джордж Сент Джордж          | історична, пригодницька драма                                                        |
| 1963 | «Коли козаки плачуть» короткометражний фільм           | СРСР (Російська РФСР) | російська  | Євген Моргунов                                                    | Євген Моргунов                                                                 | комедія                                                                              |
| 1964 | «Донська повість» повнометражний фільм                 | СРСР (Російська РФСР) | російська  | Володимир Фетін                                                   | Арнольд Вітоль                                                                 | драма                                                                                |
| 1967 | «Як козаки куліш варили» короткометражний мультфільм   | СРСР (Українська РСР) | німий      | Володимир Дахно                                                   | В. Братенші Володимир Дахно                                                    | комедія                                                                              |
| 1967 | «Вій» повнометражний фільм                             | СРСР (Російська РФСР) | російська  | Костянтин Єршов Георгій Кропачов                                  | Костянтин Єршов Георгій Кропачов Олександр Птушко                              | жахи, містика                                                                        |
| 1969 | «Як козак щастя шукав» короткометражний мультфільм     | СРСР (Українська РСР) | німий      | Володимир Дахно                                                   | Володимир Дахно Михайло Татарський                                             | комедія                                                                              |
| 1970 | «Як козаки у футбол грали» короткометражний мультфільм | СРСР (Українська РСР) | німий      | Володимир Дахно                                                   | Володимир Капустян                                                             | комедія                                                                              |
| 1970 | «У лазуровому степу» повнометражний фільм              | СРСР (Російська РФСР) | російська  | Валерій Лонськой Володимир Шамшурин Віталій Кольцов Олег Бондарев | Валерій Лонськой Юрій Лукін Володимир Шамшурин Валентин Попов Олег Бондарев    | історична драма                                                                      |
| 1970 | «Кінець отамана» повнометражний фільм                  | СРСР (Казахська РСР)  | російська  | Шакен Айманов                                                     | Андрій Кончаловський Едуард Тропінін Андрій Тарковський (не вказаний у титрах) | пригодницька драма                                                                   |

## 1970-ті
| Рік  | Назва фільму та тип                    | Держава               | Мова       | Режисер       | Сценарист | Жанр / Примітки         |
| ---- | -------------------------------------- | --------------------- | ---------- | ------------- | --------- | ----------------------- |
| 1972 | «Пропала грамота» повнометражний фільм | СРСР (Українська РСР) | українська | Борис Івченко | Іван Драч | комедія, дорожній фільм |

## 1990-ті
| Рік  | Назва фільму та тип                                      | Держава                                 | Мова                                  | Режисер                                 | Сценарист                                                            | Жанр / Примітки                                                                               |
| ---- | -------------------------------------------------------- | --------------------------------------- | ------------------------------------- | --------------------------------------- | -------------------------------------------------------------------- | --------------------------------------------------------------------------------------------- |
| 1990 | «Чорна Долина» повнометражний фільм                      | СРСР (Українська РСР)                   | українська                            | Борис Шиленко                           | Борис Шиленко                                                        | історична драма                                                                               |
| 1990 | «Відьма» (або «Коното́пська ві́дьма») повнометражний фільм | СРСР (Українська РСР)                   | українська                            | Галина Шигаєва                          | Богдан Жолдак                                                        | комедія                                                                                       |
| 1991 | «Тримайся, козаче!» повнометражний фільм                 | СРСР (Українська РСР)                   | українська                            | Віктор Семанів                          | Євгенія Сацька                                                       | історичний пригодницький                                                                      |
| 1991 | «Козаки йдуть» повнометражний фільм                      | Україна                                 | українська                            | Сергій Омельчук                         | Богдан Жолдак                                                        | історичний пригодницький                                                                      |
| 1993 | «Вперед, за скарбами гетьмана!» повнометражний фільм     | Україна                                 | українська                            | Вадим Кастеллі                          | Леонід Слуцький Василь Трубай Вадим Кастеллі                         | сатирична комедія                                                                             |
| 1993 | «Гетьманські клейноди» повнометражний фільм              | Україна                                 | українська                            | Леонід Осика                            | Сергій Дяченко Леонід Осика                                          | історична драма                                                                               |
| 1994 | «Дорога на Січ» повнометражний фільм                     | Україна                                 | українська                            | Сергій Омельчук                         | Богдан Жолдак Сергій Омельчук Леонід Череватенко                     | історичний фільм, пригодницький фільм                                                         |
| 1996 | «Єрмак» мінісеріал                                       | СРСР (Російська РФСР) → Росія Німеччина | російська (епізодично: українська)    | Валерій Усков Володимир Краснопольський | Анатолій Іванов Вадим Трунін Валерій Усков Володимир Краснопольський | біографічний фільм, історична драма / Зйомки тривали десять років, фільм про донських козаків |
| 1999 | «Козача бувальщина» повнометражний фільм                 | Росія                                   | російська                             | Микола Гусаров                          | Микола Гусаров                                                       | історичний фільм                                                                              |
| 1999 | «Вогнем і мечем» повнометражний фільм                    | Польща                                  | польська українська кримськотатарська | Єжи Гофман                              | Єжи Гофман Анджей Краковський                                        | історична, військова, пригодницька драма                                                      |

## 2000-ні
| Рік  | Назва фільму та тип                                | Держава              | Мова                                                                 | Режисер                          | Сценарист                            | Жанр / Примітки                                                                                          |
| ---- | -------------------------------------------------- | -------------------- | -------------------------------------------------------------------- | -------------------------------- | ------------------------------------ | --- |
| 2001 | «Молитва за гетьмана Мазепу» повнометражний фільм  | Україна              | українська                                                           | Юрій Іллєнко                     | Юрій Іллєнко                         | історична драма                                                                                          |
| 2002 | «Чорна рада» повнометражний фільм                  | Україна              | українська                                                           | Микола Засєєв-Руденко            | Григорій Штонь Микола Засєєв-Руденко | історична драма, первинно була знята як 9-серійний телесеріал                                            |
| 2003 | «Мамай» повнометражний фільм                       | Україна              | українська, епізодично кримськотатарська                             | Олесь Санін                      | Олесь Санін                          | драма |
| 2006 | «Богдан-Зиновій Хмельницький» повнометражний фільм | Україна              | українська                                                           | Марія Кульчицька, Микола Мащенко | Андрій Яремчук Микола Мащенко        | історична драма                                                                                          |
| 2009 | «Тарас Бульба» повнометражний фільм                | Росія Україна Польща | російська, українська (епізодично: польська, іврит, латинська, їдиш) | Володимир Бортко                 | Володимир Бортко                     | історична драма / Заборонений до показу в Україні. Антиукраїнський фільм, що фальсифікує історичні події |

## 2010-ті
| Рік  | Назва фільму та тип                                          | Держава | Мова                                                   | Режисер            | Сценарист                       | Жанр / Примітки                           |
| ---- | ------------------------------------------------------------ | ------- | ------------------------------------------------------ | ------------------ | ------------------------------- | ----------------------------------------- |
| 2015 | «Гетьман» повнометражний фільм                               | Україна | українська, польська, російська, кримськотатарська     | Валерій Ямбурський | Віктор Веретенніков             | історична біографічна драма               |
| 2016 | «Козаки. Футбол» мультсеріал                                 | Україна | німий (українські інтертитри)                          | Марина Медвідь     | Антон Базелінський Олена Шульга | пригодницька комедія / 26 серій (1 сезон) |
| 2018 | «Чорний козак» повнометражний фільм                          | Україна | українська                                             | Владислав Чабанюк  | Сашко Лірник                    | історичне фентезі                         |
| 2019 | «Пекельна Хоругва, або Різдво Козацьке» повнометражний фільм | Україна | українська                                             | Михайло Костров    | Сашко Лірник                    | сімейне, пригодницьке фентезі             |
| 2020 | «Козаки. Абсолютно брехлива історія» телесеріал              | Україна | українська (епізодично: російська, польська, турецька) | Олександр Березань | Оксана Іванюк Олег Зборовський  | пригодницька комедія                      |
| 2020 | «Толока» повнометражний фільм                                | Україна | українська                                             | Михайло Іллєнко    | Михайло Іллєнко                 | історична драма                           |

## 2020-ті
| Рік  | Назва фільму та тип                                     | Держава      | Мова       | Режисер          | Сценарист                                 | Жанр / Примітки                |
| ---- | ------------------------------------------------------- | ------------ | ---------- | ---------------- | ----------------------------------------- | ------------------------------ |
| 2021 | «Легенди Чарівнолісся» повнометражний фільм             | Україна, США | українська | Віктор Андрієнко | Олена Шульга Віктор Андрієнко             | історичне пригодницьке фентезі |
| 2022 | «Максим Оса та золото Песиголовця» повнометражний фільм | Україна      | українська | Мирослав Латик   | Андрій Бабік Мирослав Латик Ігор Баранько | історичний детектив            |

## Аналітика

### Країни лідери за кількістю фільмів та серіалів
Країни, що зняли два фільми, або серіали та більше.
| Держава                                                                     | Кількість | Примітки                                                                                                   |
| --------------------------------------------------------------------------- | --------- | --- |
| Україна (як наступниця: Української Народної Республіки та Української РСР) | 27        | За часів УНР — 1 фільм За часів Української РСР — 9 фільмів З відновлення незалежності (1991) — 17 фільмів |
| СРСР                                                                        | 17        | |
| Росія (як наступниця: Російської РФСР)                                      | 13        | За часів Російської РФСР — 10 фільмів За часів Російської федерації — 3 фільми                             |
| Сполучені Штати Америки                                                     | 3         | |
| Польща                                                                      | 2         | |